# Парк Джан Хюк
Парк Джан Хюк (31 жовтня 1998 , Сеул ) — південнокорейський шорт-трекісткіст, срібний призер Олімпійських ігор 2022 року.

## Олімпійські ігри
| Рік  | Місто        | 500 метрів | 1000 метрів | 1500 метрів | Е | ЗЕ |
| ---- | ------------ | ---------- | ----------- | ----------- | - | -- |
| 2022 | Пекін, Китай | —          | 10          | 7           | 2 | 9  |